# انحراف قطار واشنطن 2017

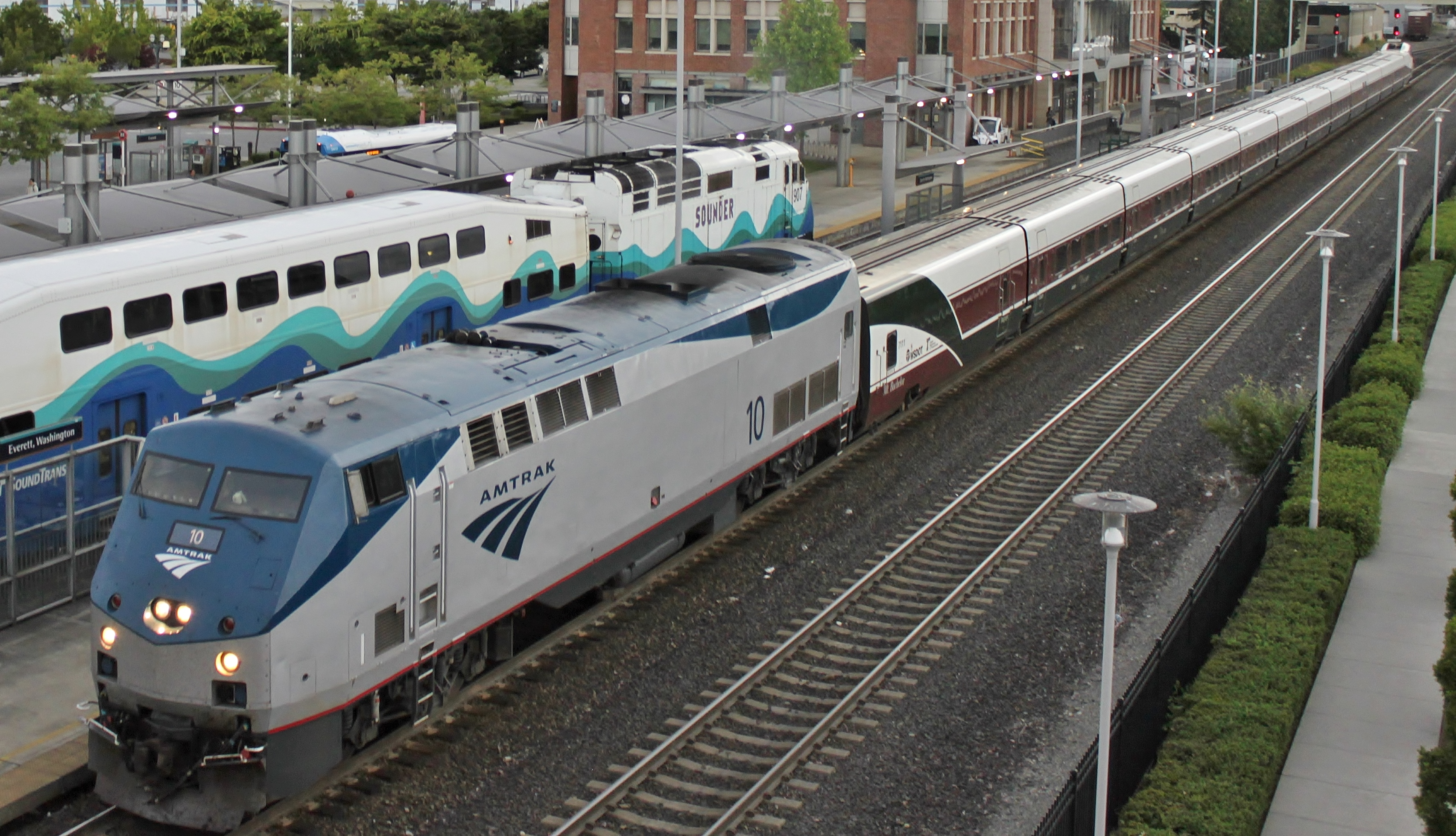

انحراف قطار واشنطن هو حادث وقع في 18 ديسمبر 2017، حيث خرج قطار الركاب أمتراك كاسكادس 501 عن مساره بالقرب من دوبونت واشنطن في الولايات المتحدة. كان الخط الجديد عبارة يمارس رحلته الافتتاحية الأولى في جنوب البلاد والتي تدار على طريق بوينت ديفيانس بايباس، وهو طريق جديد لسكك الحديد جنوب تاكوما واشنطن. كان الهدف من الحط الجديد تقليل الازدحام وفصل حركة الركاب عن الشحن، وقد تم تصميمه لسرعات أسرع وأوقات سفر أقصر (من سياتل إلى بورتلاند حوالي عشر دقائق أقل) من المسار السابق الذي استخدمته شركة نقل الركاب كاسكيدز.
خرجت القاطرة الرئيسية وجميع قاطرات السيارات الاثنتي عشرة عن مسارها، بينما كانت تقترب من جسر فوق الطريق السريع الخامس (I-5). سحق القطار عدد من السيارات في جنوبي الخط آي - 5، وتوفى ثلاثة أشخاص على الأقل على متن القطار. خرج القطار عن مساره لمسافة قصيرة في النقطة التي يندمج فيه الطريق الجديد مع المسار السابق.
أظهرت البيانات الأولية من مسجل البيانات الأمريكية أن القطار كان يسافر بسرعة 50 ميلا في الساعة (80 كم / ساعة) على الحد الأقصى للسرعة عندما وقع الحادث.